# 전자 미로 THX 1138 4EB
《전자 미로 THX 1138 4EB》(ELECTRONIC LABYRINTH THX 1138 4EB)는 1967년에 개봉된 미국의 영화이다.

## 출연

### 주연
- 단 나치쉐임
- 조이 카미첼
- 데이비드 문손